# Гроган, Джон
Джон Гроган (англ. John Grogan) — американский журналист и писатель, чья автобиография «Марли и я» (2005) стала мировым бестселлером и была экранизирована в 2009 году.

## Биография

### Детство
Джон Гроган родился в Детройте, штат Мичиган 20 марта 1957 года в католической семье. Джон — самый старший из четырёх детей Гроганов. Его отец работал инженером на General Motors, а мать была домохозяйкой. Именно от неё, как уверяет Джон, ему достался талант рассказывать истории.
Подростком Гроган сочинял пародии, писал для школьной газеты и даже основал «жёлтое» издание, за которое в итоге попал в кабинет директора. Зарабатывать писательством Джон стал уже в Центральном Мичиганском университете (англ. Central Michigan University): во время учёбы по двум специальностям (журналистика и английский язык) он подрабатывал колумнистом и получал двадцать пять центов за статью.
Первую штатную работу получил сразу после выпуска в 1979 году. Его наняли полицейским репортёром в мичиганском городке Сент-Джозеф.

### Карьера
После 1985 года карьера Джона вышла на новый уровень — он выиграл два гранта подряд: в Университете штата Огайо, где получил диплом магистра, и в Институте Пойнтера. После Джон решил осесть во Флориде и устроился на работу в издание в городе Форт-Лодердейл (англ. Fort Lauderdale). Именно там, ведя колонку обозревателя, Гроган создал основную часть своей будущей книги о неуправляемой собаке Марли.
У Грогана также был опыт работы редактором в Пенсильванском журнале The Organic Gardening.
«Ну, что сказать? Была у меня эта сумасшедшая мечта сделать хобби своей профессией, а профессию — хобби. Я довольно быстро понял, как сильно мне не хватает ежедневных выпусков и, больше того, повествования от первого лица».
Итак, Гроган вернулся в излюбленную стезю в газету The Philadelphia Inquirer, где проработал ещё четыре года.

### Марли и я
Мемуары Грогана «Марли и я: жизнь и любовь с худшей собакой в мире» (англ. «Marley and me: life and love with the world’s worst dog») покорила множество читателей. Опубликованная в 2005 году, книга возглавила списки бестселлеров USA Today и The New York Times. Это история о молодой семье и совершенно неугомонной собаке, которая помогла этой семье окрепнуть.
По книге «Марли и я» был снят фильм, который вышел на экраны 25 декабря 2008 года, и привлёк к истории неистового лабрадора ещё больше поклонников. Роли Джона и Дженни исполнили Оуэн Уилсон и Дженнифер Энистон. Сами Гроганы провели какое-то время на съёмочной площадке и даже сыграли эпизодические роли.

### Новые проекты
После успеха «Марли и я» Джон решил отдохнуть от работы в газете и посвятить всё своё время написанию новых книг. В 2007 году The Inquirer опубликовал томик его лучших статей под названием «Плохие псы живут веселее» (англ. «Bad Dogs Have More Fun»). Его следующая автобиографическая книга «Самое долгое путешествие домой» (англ. «The Longest Trip Home») вышла в свет 21 октября 2008 года.
Джон попробовал себя в роли детского писателя, создав целый цикл рассказов о проказнике Марли. В ноябре 2011 издательством HarperCollins была опубликована его новая книга «Сладость или гадость, Марли!».

### Личная жизнь
Работая криминальным репортёром в Сент-Джозефе, Джон начал встречаться с Дженни Вогт, которая была репортёром в том же издании. После она стала его супругой.
Сейчас они живут в восточной Пенсильвании, воспитывают троих детей: Патрика, Конора и Коллин, в окружении двух собак — лабрадора ретривера Грейси и одного из щенков, сыгравших Марли в фильме.